# John Mercanti
John M. Mercanti (né le 27 avril 1943) est un sculpteur et graveur américain. C'est le douzième graveur en chef de la Monnaie des États-Unis jusqu'à sa retraite fin 2010.

## Biographie
Mercanti naît à Philadelphie, en Pennsylvanie. Il fréquente la Pennsylvania Academy of Fine Arts, le Philadelphia College of Art et la Fleisher Art Memorial School. Il sert également dans la garde nationale de l'armée de Pennsylvanie pendant six ans.
En 1974, Mercanti rejoint la Monnaie des États-Unis en tant qu'assistant graveur, dans l'équipe dirigée par Frank Gasparro, et travaille plus tard également comme illustrateur. Le 19 mai 2006, il est nommé « Superviseur de conception et spécialiste principal du développement d'outils », poste équivalent à l'ancien « Graveur en chef ». Cette situation reste jusqu'au 3 février 2009, lorsque le directeur de la Monnaie, Edmund C. Moy, rétablit la désignation classique du poste et y nomme officiellement John Mercanti,. Le poste est officiellement vacant depuis 15 ans, après le départ à la retraite d'Elizabeth Jones, onzième chef graveur de la Monnaie, en 1991.

## Distinctions
En 2017, il reçoit le prix David Rittenhouse du quartier historique de Rittenhouse à Philadelphie. John Mercanti reçoit en 2021 le Numismatic Art Award for Excellence in Medal Sculpting (Prix de l'art numismatique pour l'excellence dans la sculpture de médailles), décerné par l'American Numismatic Association (ANA). La même entité lui a déjà décerné en 2001 le prix du Sculpteur de l'année.
En 2021, Mercanti est désignée comme l'une des personnes les plus influentes du monde de la numismatique (1960-2020).

## Retraite
Après avoir pris sa retraite en 2010 en tant que graveur en chef de la Monnaie, Mercanti rejoint en juin 2011 en tant que porte-parole et image publique de la société Goldline International (en),. Il collabore également professionnellement avec le Professional Coin Grading Service (PCGS),.

## Œuvres
Mercanti conçoit plus de pièces et de médailles que tout autre employé dans l'histoire de la Monnaie des États-Unis (plus de 100 en 2006). Parmi ces pièces, citons la pièce de dix dollars en or des Jeux olympiques de 1984, la pièce de un dollar de la statue de la Liberté de 1986, la pièce de cinq dollars en or du bicentenaire du Congrès de 1989, l'avers du dollar en argent du centenaire d'Eisenhower de 1990, l'avers de la pièce de cinq dollars du mont Rushmore de 1991, l'avers du dollar en argent du mémorial de la guerre de Corée de 1991, et l'avers du dollar commémoratif de John Marshall de 2005. Outre la conception et la sculpture d'un certain nombre de médailles d'or du Congrès, Mercanti travaille sur des pièces de 25 cents pour les États de l'Arkansas, de l'Iowa, de la Caroline du Nord, de la Pennsylvanie et de la Virginie-Occidentale dans le cadre du programme des pièces de 25 cents des 50 États.

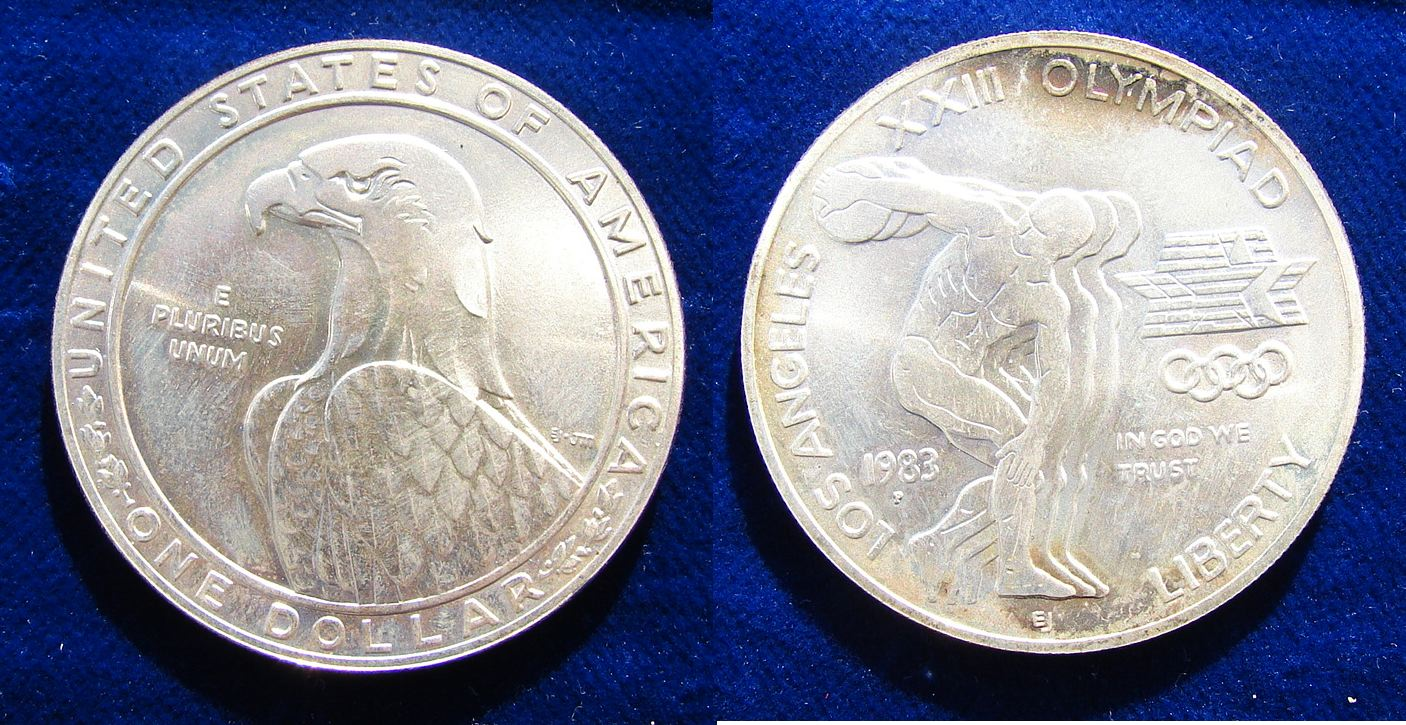
Pièce d'argent de 1 dollar 1983 P commémorant les Jeux olympiques de Los Angeles en 1984.
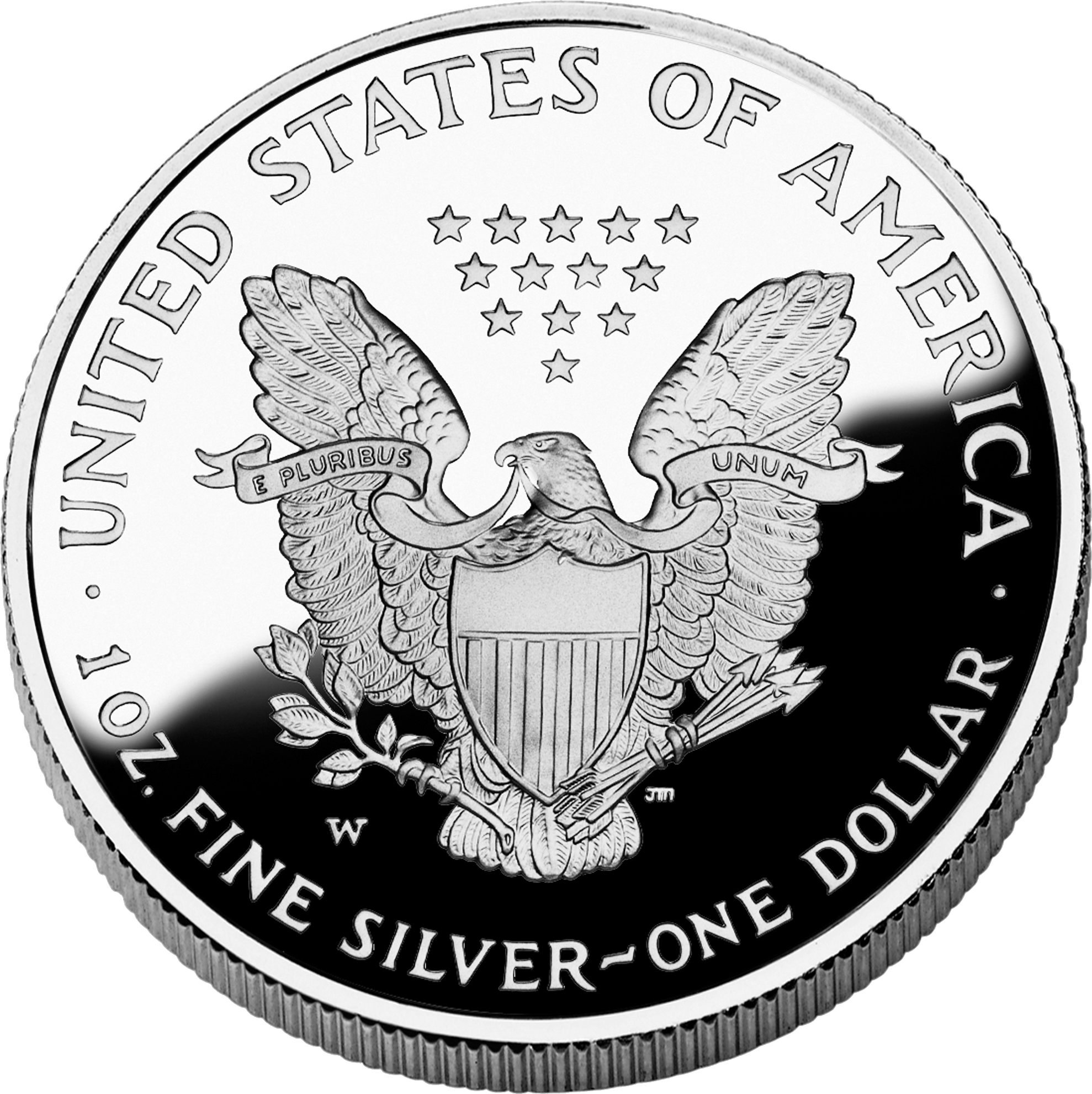
Revers de l'American Silver Eagle (1986).
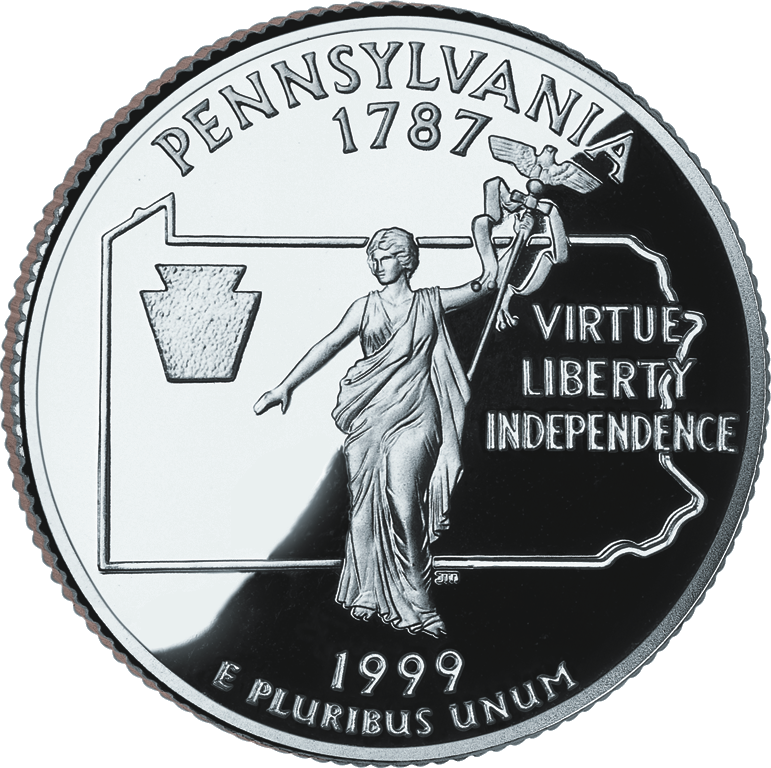
Revers du quart de dollar de Pennsylvanie (1999).
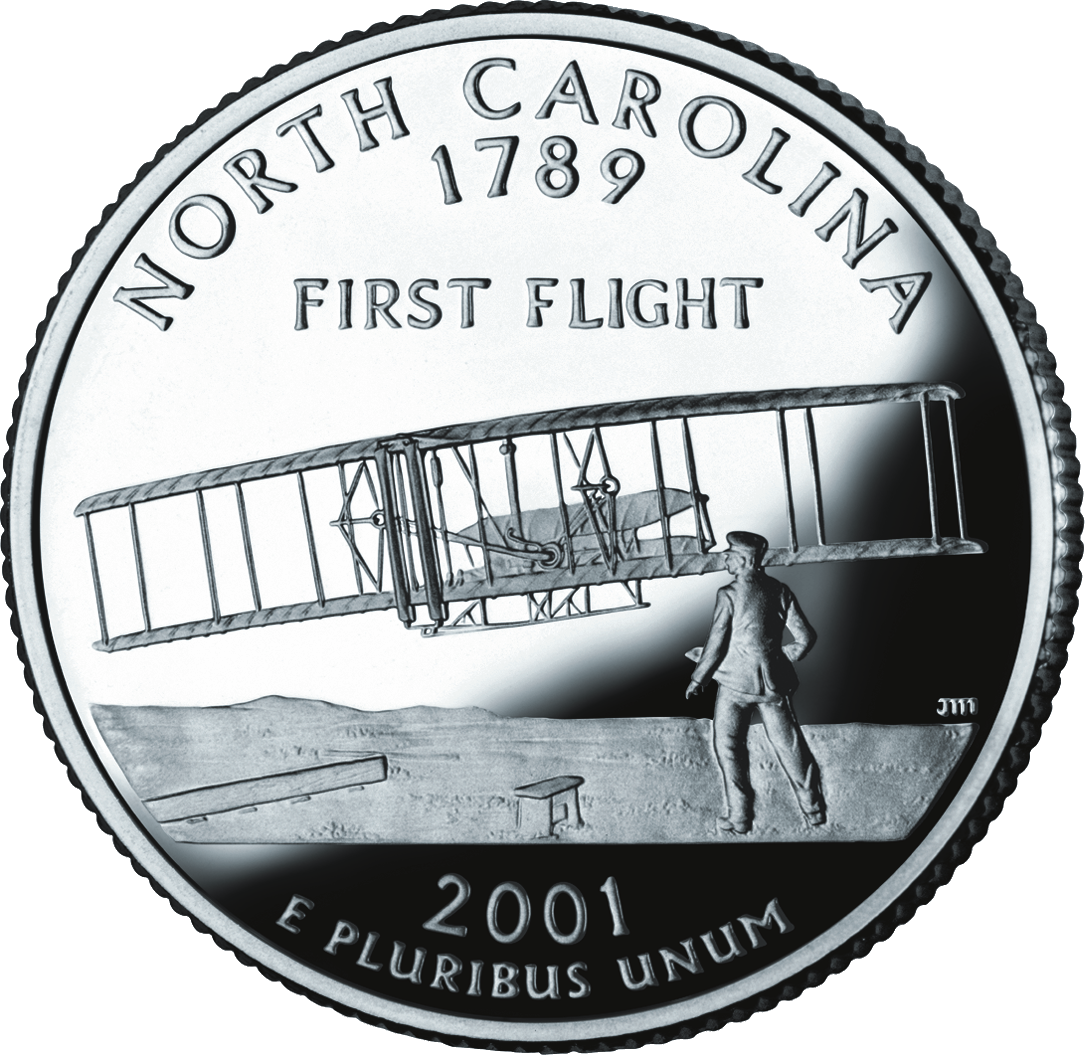
Revers du quart de dollar de Caroline du Nord (2001).
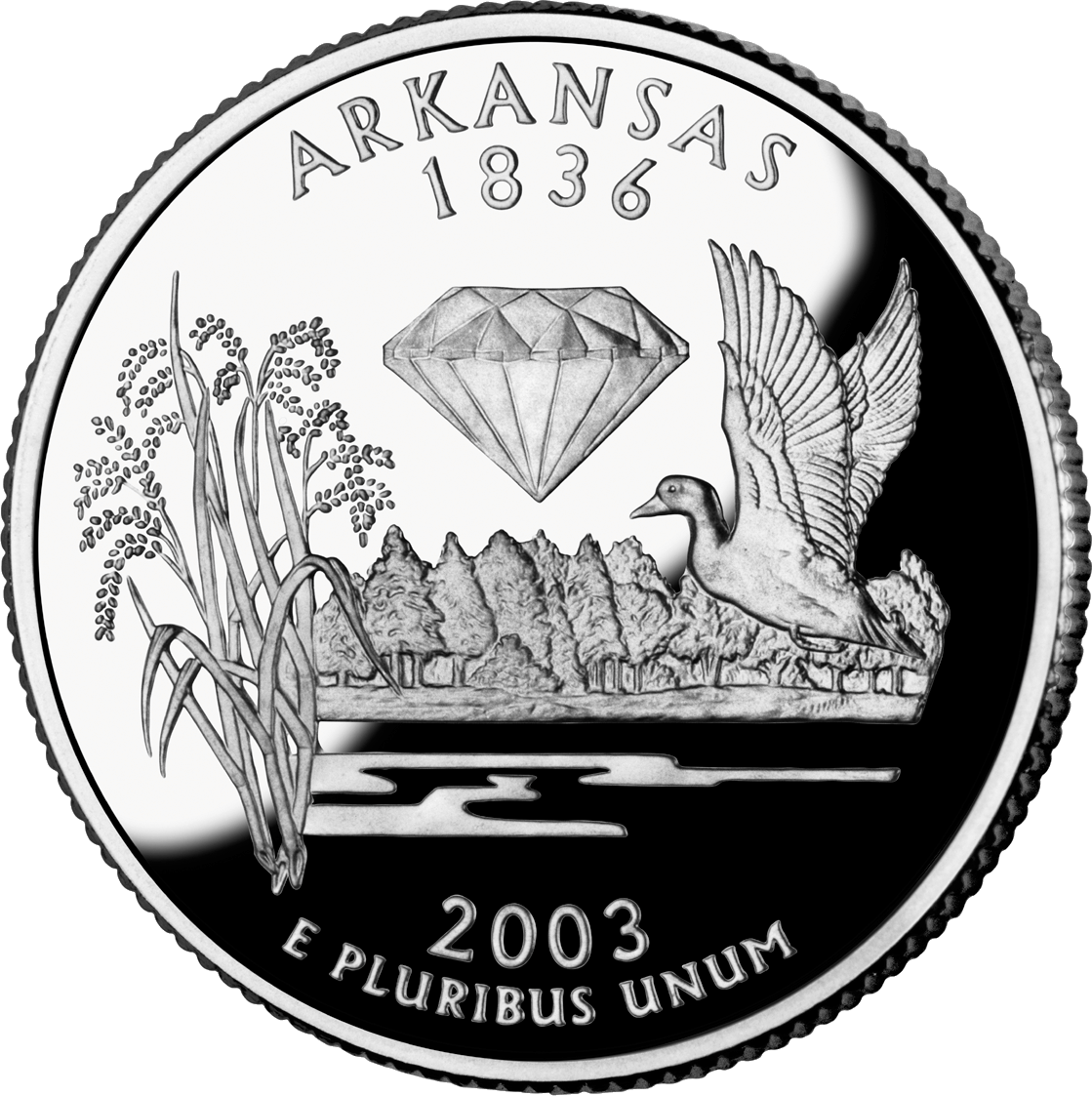
Revers du quart de dollar de l'Arkansas (2003).
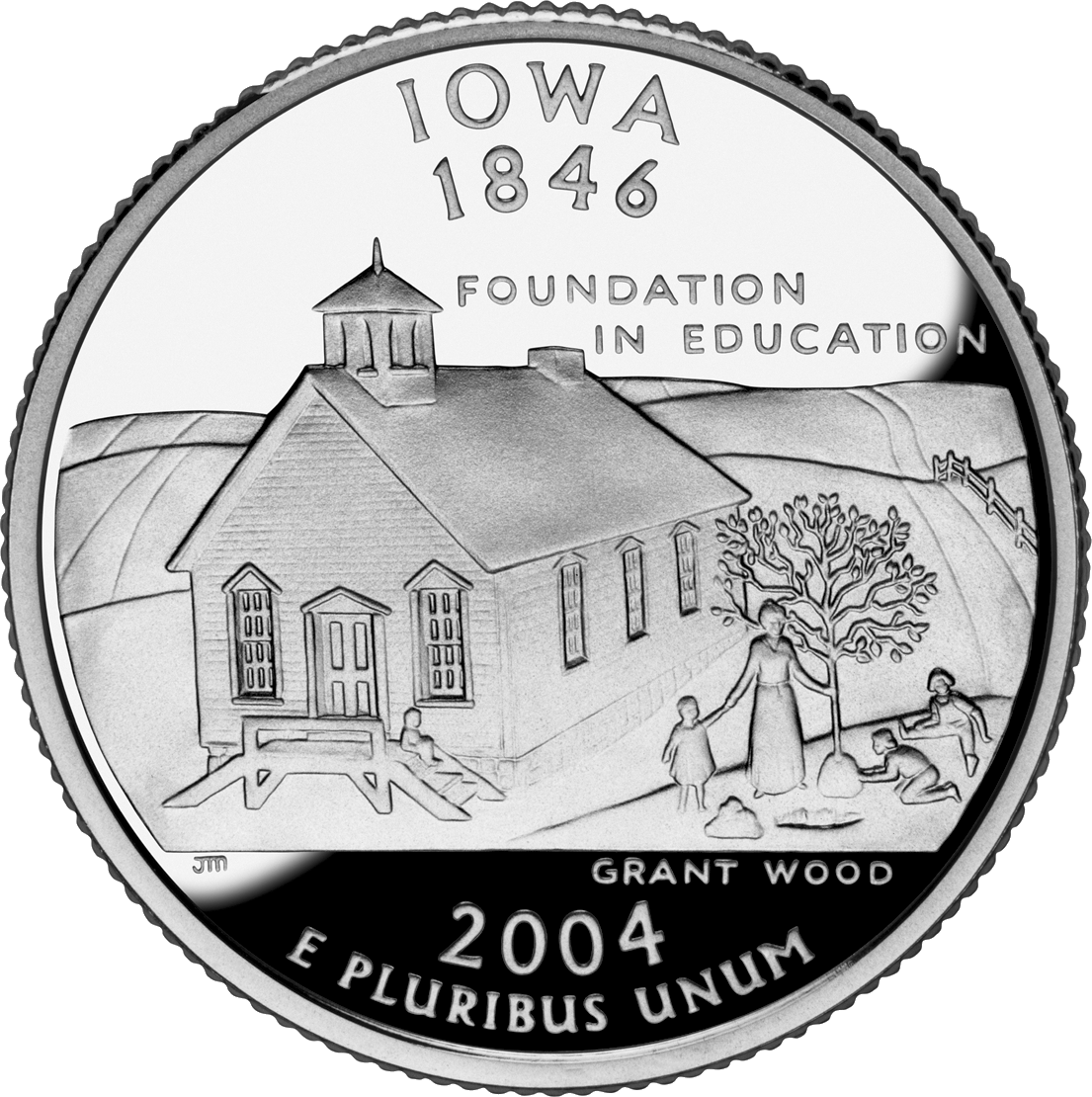
Revers du quart de dollar de l'Iowa (2004).
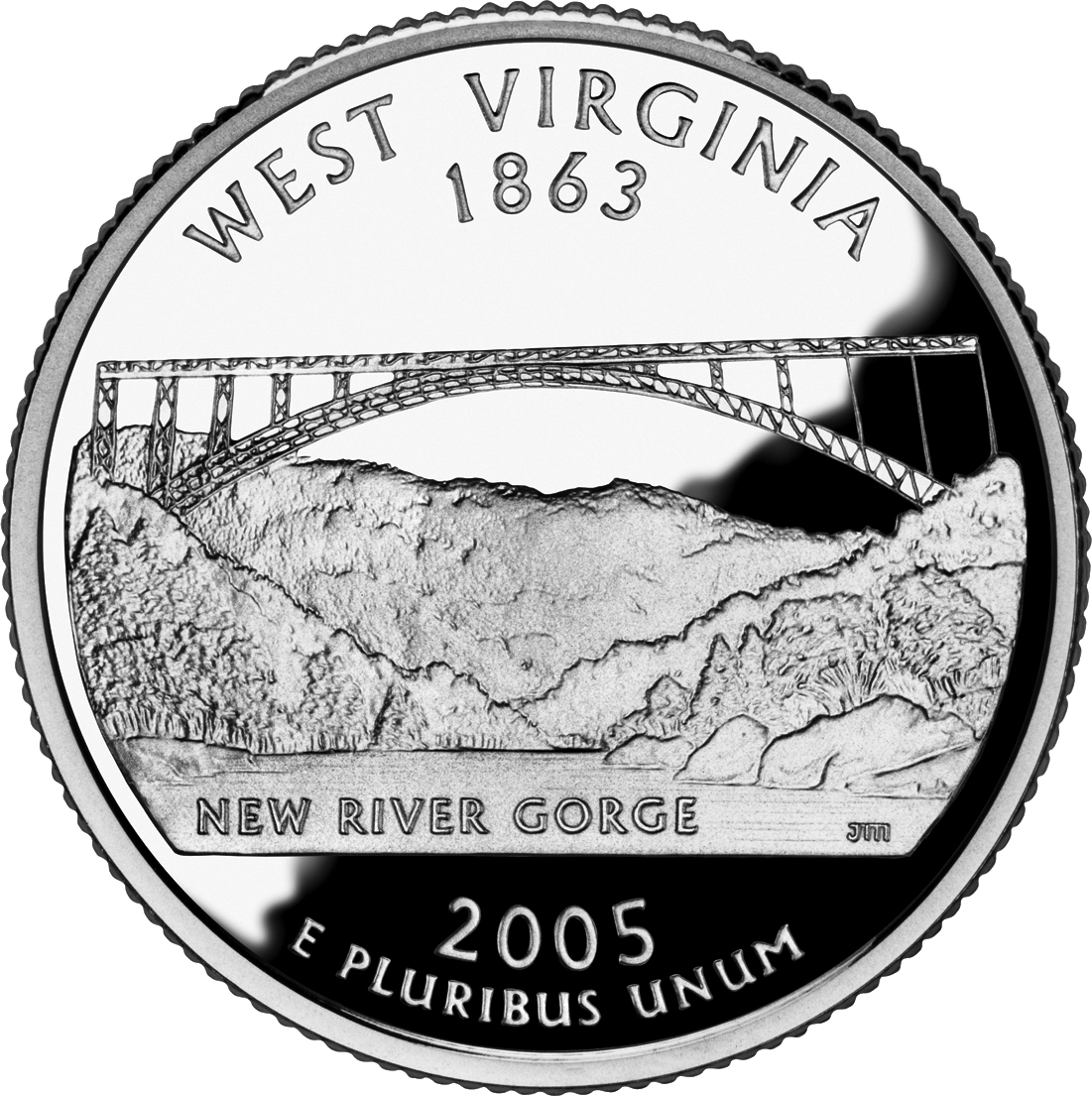
Revers du quart de dollar de la Virginie-Occidentale (2005).
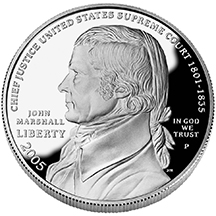
Avers du dollar commémoratif John Marshall (2005).